# Salto largo (equitación)
El salto largo es una disciplina ecuestre de potencia en la cual, un binomio (jinete y caballo) debe de franquear un único obstáculo en longitud, realizando un salto conjunto. El concurso de salto largo tiene una serie de normas que regulan tanto la forma y disposición del obstáculo horizontal, formado por un seto bajo y una ría, así como de su concurso por los binomios.
La marca mundial oficial vigente fue registrada el 26 de abril de 1975 (hace 49 años), en el marco del Concurso Nacional Rand Show, celebrado en la ciudad de en Johannesburgo (Sudáfrica), en el cual el jinete venezolano Andrés Ferreira y el caballo «Something» lograron saltar un obstáculo de 8,40 m (27 ft 6¾ in).

## Historia
Esta disciplina se incluye en Europa en los programas de los concursos hípicos desde la iniciación de estas pruebas en el último tercio del siglo XIX.
En 1900, en el marco de la Exposición Universal de París (1900), se incluyó durante los Juegos Olímpicos de 1900 la primera competición internacional de saltos ecuestres con tres pruebas individuales para jinetes, concurso de saltos, salto alto mixto y salto largo mixto. Para la prueba de salto largo mixto el ganador de la medalla de oro fue el belga Constant van Langhendonck, quien montó a «Extra Dry», franqueando un obstáculo de 6,10 m
Esta prueba se celebra de forma esporádica, siempre incorporada en los programas de concursos hípicos oficiales de saltos ecuestres, nacionales e internacionales, ya que no goza de la popularidad que tienen las respectivas del concurso de saltos o del concurso completo.

## Prueba del salto largo
El binomio (jinete y caballo) debe de franquear un único obstáculo en longitud, formado por un seto bajo y una ría, realizando un salto conjunto. Si hay binomios que logran sortear el obstáculo sin problemas se aumenta la longitud hasta que ningún binomio más lo pueda saltar. El vencedor es aquel binomio que franquee la mayor longitud sin penalizar, cualquiera que hayan sido los puntos de penalización cometidos en los intentos precedentes. Se penaliza tocar la banda que limita la ría o meter una de las extremidades dentro de la ría con 2 puntos y el rehúse, la escapada o la defensa con 3 puntos, y la tercera de estas faltas cometida en el curso de un mismo intento es considerada como fin de la prueba ya que sólo se permite tres intentos en cada longitud. La caída del competidor o del caballo después de haber franqueado el obstáculo no tiene penalización. Las faltas del salto largo se computan sólo a partir del momento en que el caballo montado ha entrado en la zona de penalidad que se extiende 15 m delante del obstáculo y limita a ambos lados por una bandera de color rojo y blanco.

## Diferencias entre el salto largo y los saltos normales
La diferencia entre los concursos de saltos ecuestres normales y el concurso de salto largo es que, en los saltos ecuestres normales, en sus diferentes modalidades, se saltan una serie de obstáculos de varias alturas, profundidades y longitudes dispuestos a lo largo de un recorrido, sin que ningún obstáculo pueda superar la altura máxima de 1,70 m, la profundidad máxima de 2,20 m, o la longitud máxima de 4,50 m, excepto en las pruebas de potencia y destreza en que las medidas son mayores y van en aumento según progresa la competición, mientras que en el salto largo sólo se salta un único obstáculo, pero de gran longitud, aunque comparte con las pruebas de potencia y destreza en que el obstáculo aumenta sus dimensiones si este es franqueado satisfactoriamente por los competidores.
El reglamento para concursos de saltos de la Federación Ecuestre Internacional regula esta prueba del salto largo, en su parte segunda referente a récords mundiales de salto alto y salto largo, en un articulado que es conjunto con la prueba del salto alto.

## Obstáculo del salto largo
El obstáculo horizontal del salto largo es un seto bajo y una ría y está formado y dispuesto de la siguiente manera:
1. Centrado en el lugar en que se va a franquear el salto, el obstáculo debe presentar un frente de por lo menos 6 m
2. Un seto bajo, de 45 cm de altura e inclinación de 45 grados, que marca el inicio del obstáculo. Este seto se hacer retroceder cuando el obstáculo debe alargarse.
3. Una ría poco profunda, llena de agua, y que termina en pendiente suave y cubierta por una estera.
4. El espacio libre entre el seto de batida y la ría de agua del obstáculo debe rellenarse con otros setos más inclinados, que se intercalan en este espacio. Es indispensable que estos setos se coloquen uno junto al otro para rellenar el espacio y que el último seto quede a nivel del agua.
5. Un listón de goma o de cualquier otro material adecuado, de un mínimo de 6 cm y un máximo 8 cm de anchura, cubierto con una capa de 1 cm de espesor de plastelina de color blanco u otro color brillante, colocado al pie del seto de batida y otro listón colocado paralelamente al final del agua en la recepción, que sirven como guías para medir el largo saltado.
6. Dos aleros laterales, bajos y anchos, que deben encuadrar claramente el obstáculo. Desde el lado de la batida deben tener de 4 m a 5 m de largo, de tal modo que formen un pasillo de acceso. Sobre cada alero se sitúa alrededor una barra liviana a 80 cm del suelo, terminando a nivel del punto donde el caballo se recibe, la cual tiene por objeto impedir que escape por los lados del obstáculo.[6][7]

## Prueba para establecer récord de salto largo
La prueba para el intento de establecer un récord se desarrolla de la siguiente manera:
1. El o los competidores pueden intentar batir un récord, ya sea franqueando directamente longitud del récord, ya sea efectuando saltos progresivos.
2. En el caso de efectuar saltos progresivos, los competidores fijarán ellos mismos las longitudes progresivas antes de pasar a la altura o la longitud que bata el récord.
3. Un competidor puede pasar a la longitud siguiente únicamente si ha franqueado la longitud precedente.
4. No obstante, si el competidor ha elegido batir el récord establecido por saltos progresivos y si queda eliminado durante uno de los saltos progresivos, la tentativa siguiente debe realizarse con la longitud del récord que se quiere batir.
5. Un competidor tiene derecho solo a tres tentativas sobre longitud en que pueda establecer el nuevo récord.
6. Cada rehúse cuenta por una tentativa.
7. Para batir un récord es necesario que el caballo franquee una longitud superior en al menos 10 cm con respecto al récord vigente.
8. Para que un caballo pueda participar en una prueba organizada expresamente para batir un récord, se tendrá que certificar a la Federación Ecuestre Internacional que en los tres meses anteriores a la tentativa para batir el récord, el caballo ha saltado en una prueba oficial o durante su entrenamiento una longitud no inferior a 30 cm a la del récord que se pretende batir.
9. El récord debe haberse realizado en público, en un concurso de saltos nacional o internacional reconocido oficialmente, y en presencia de delegados internacionales y nacionales designados previamente, que lo acrediten y firmen el acta correspondiente.
10. Posteriormente la Comisión de Récords de la Federación Ecuestre Internacional estudia lo más rápidamente posible la marca para su homologación, y tiene el poder discrecional absoluto de no homologarla si estimara que no le ofrece todas las garantías requeridas y que las condiciones no han sido debidamente observadas.

## Progresión de la marca mundial
Las mejores actuaciones en salto largo, confirmadas y oficialmente reconocidas por la Federación Ecuestre Internacional hasta la fecha, son:
- 1912: «Pick me up», montado por Henry de Royer, en Le Touquet (Francia), 7,50 m
- 1913: «St. Jacques», montado por Henry de Royer, en Le Touquet (Francia), 7,50 m
- 1935 (18 de julio): «Tenace», montado por el teniente Christian de Castries, en Spa (Bégica), 7,60 m
- 1946 (1 de diciembre): «Guarana», montado por Jorge Fraga Patrao, en Buenos Aires (Argentina), 7,70 m Récord homologado el 20 de mayo de 1948.
- 1948 (12 de septiembre): «Balcamo», montado por el comandante Joaquín Nogueras Márquez, en Bilbao (España), 7,80 m
- 1948 (12 de septiembre): «Faun», montado por el capitán Francisco Maestre Salinas, en Bilbao (España), 7,80 m
- 1948 (12 de septiembre): «Balcamo», montado por el comandante Joaquín Nogueras Márquez, en Bilbao (España), 8,00 m Récord homologado el 12 de noviembre de 1948.
- 1949 (14 de agosto): «Cœur Joli», montado por B. Van der Woort Jr., en La Haya (Países Bajos), 8,10 m Récord homologado el 28 de noviembre de 1949.
- 1950 (2 de septiembre): «Balcamo», montado por el teniente coronel Joaquín Nogueras Márquez, en Bilbao (España), 8,20 m Récord homologado el 21 de noviembre de 1950.
- 1951 (1 de julio): «Amado Mío», montado por el coronel Fernando López del Hierro Marín, en Barcelona (España), 8,30 m Récord homologado el 12 de noviembre de 1951.
- 1975 (26 de abril): «Something», montado por el teniente Andrés Ferreira, en Johannesburgo (Sudáfrica), 8,40 m Récord homologado en septiembre de 1975.

Según las reglas del concurso de salto largo de la Federación Ecuestre Internacional, para que sea homologado el próximo récord mundial debe realizarse sobre una longitud mínima de 8,50 m